# كأس القارات لكرة السلة 1966
كأس القارات لكرة السلة 1966 هو الموسم 1 من  كأس القارات لكرة السلة. أشرف على تنظيمه الاتحاد الدولي لكرة السلة، وكان عدد الأندية المشاركة فيه  4، وفاز فيه بالاكانسترو فاريزي.